# Lloll Bertran
Maria Dolors Bertran  Díaz, más conocida como Lloll Bertran (Igualada, 26 de agosto de 1957), es una actriz y cantante española. Ha alcanzado su popularidad por sus trabajos en la televisión en programas de Salvador Alsius y Joaquim Maria Puyal y, muy particularmente, con sus shows en TV3.
Es licenciada en Arte Dramático por el Instituto del Teatro de Barcelona y ha cursado estudios de danza, canto y música.

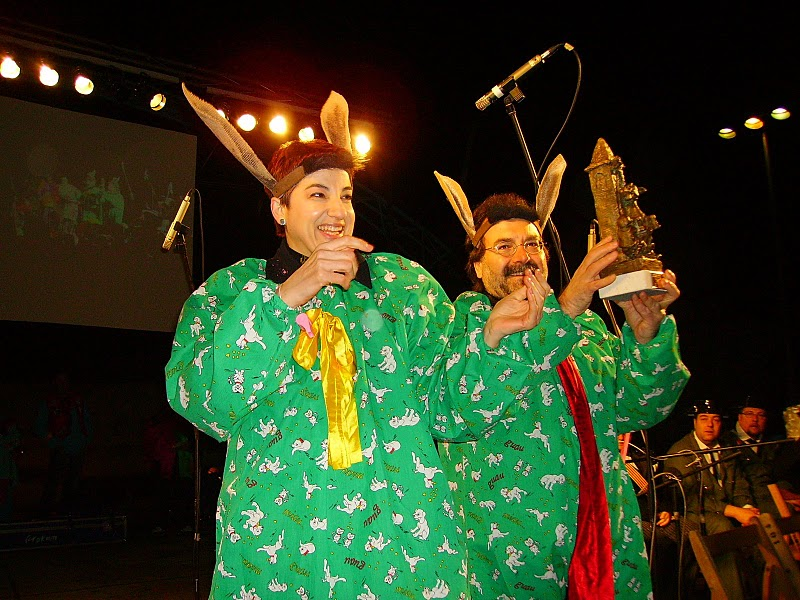
Lloll Bertran y Celdoni Fonoll haciendo de Mata-rucs de Honor en el Carnaval de Solsona

Su pareja es Celdoni Fonoll, cantante y poeta nacido en Calaf.

Lloll Bertran trabajó en sus inicios en una caja de ahorros de Igualada, compaginando esta actividad profesional con sus estudios en el Instituto del Teatro de Barcelona, donde se licenció en Arte Dramático. Después pidió una excedencia, camino de su consolidación en el mundo del teatro donde fue actriz en obras como La auca del señor Esteve, Cyrano de Bergerac, Putiferi, El derecho de escoger, Lorenzaccio y El misàntrop y se consolidó en la compañía de Josep Maria Flotats. 
Una de sus interpretaciones más conocidas es la de Vanessa en TV3.
Ha recibido múltiples premios, entre otros el premio Memorial Margarida Xirgu de la temporada 2008-2009, por su interpretación en El show de la Lloll. 25 anys.

## Teatro
- L'auca del senyor Esteve (1984)
- Cyrano de Bergerac (1984-1986)
- El dret d'escollir (1987-1988)
- El misantrop (1989)
- Cal dir-ho? (1994)
- Àngels a Amèrica (1996)
- Un dels últims vespres de Carnaval (1990-1991)
- La Lloll, un xou ben viu (1992-1993)
- Pigmalió (1997-1998)
- Tot Lloll (2001)
- Ronda de mort a Sinera (2002)
- La verbena de la Paloma (2004)
- Ocells i cançons... i altres diversions (2004)
- Òscar, una maleta, dues maletes, tres maletes (2007)
- El joc dels idiotes (2008)
- El show de la Lloll. 25 anys (2009) Premio Memorial Margarita Xirgu 2008-2009
- El Florido Pensil - versión niñas (2016)

## Cine
- Gaudí (1987)
- Sinatra (1987)
- Massa ver per morir jove (1988)
- Les anges (1989)
- Ho sap el ministre? (1990)
- Què t'hi juegues, Mari Pili? (1990)
- Aquesta nit o mai. Direcció (1991)
- Ángeles S.A. (2007)[5]
- Vicky Cristina Barcelona (2008)
- La Trinca: biografía no autorizada (2011)

## Televisión
- Tres Estrelles (1987)
- El joc del segle (1991)
- La Lloll (1993-1996)
- El show de la Diana (1997)
- Laura (1998-1999)
- Mar de fons (2006)
- Buscant La Trinca (2009)

## Premios
- Premio Ondas de TV
- Premio Sebastià Gasch de teatro
- Premio 10 años, los mejores de la década de Tv3
- Premio a la Mejor Actriz de televisión de la AADPCP
- Premio Endavant de TV
- Los 7 de Regió 7
- Premio Lluís Companys de actuación cívica
- Premio ARC cultura y espectáculos, de humor, variedades y music hall
- Premio Amigo del Año, de la asociación barcelonesa Amics de la Ciutat, conjuntamente con Celdoni Fonoll
- Premio Joan Poch de Mallerich a la trayectoria profesional y personal
- Premio Memorial Margarida Xirgu de la temporada 2008-2009, por su interpretación al show de la Lloll. 25 años.